# Codificador rotatiu

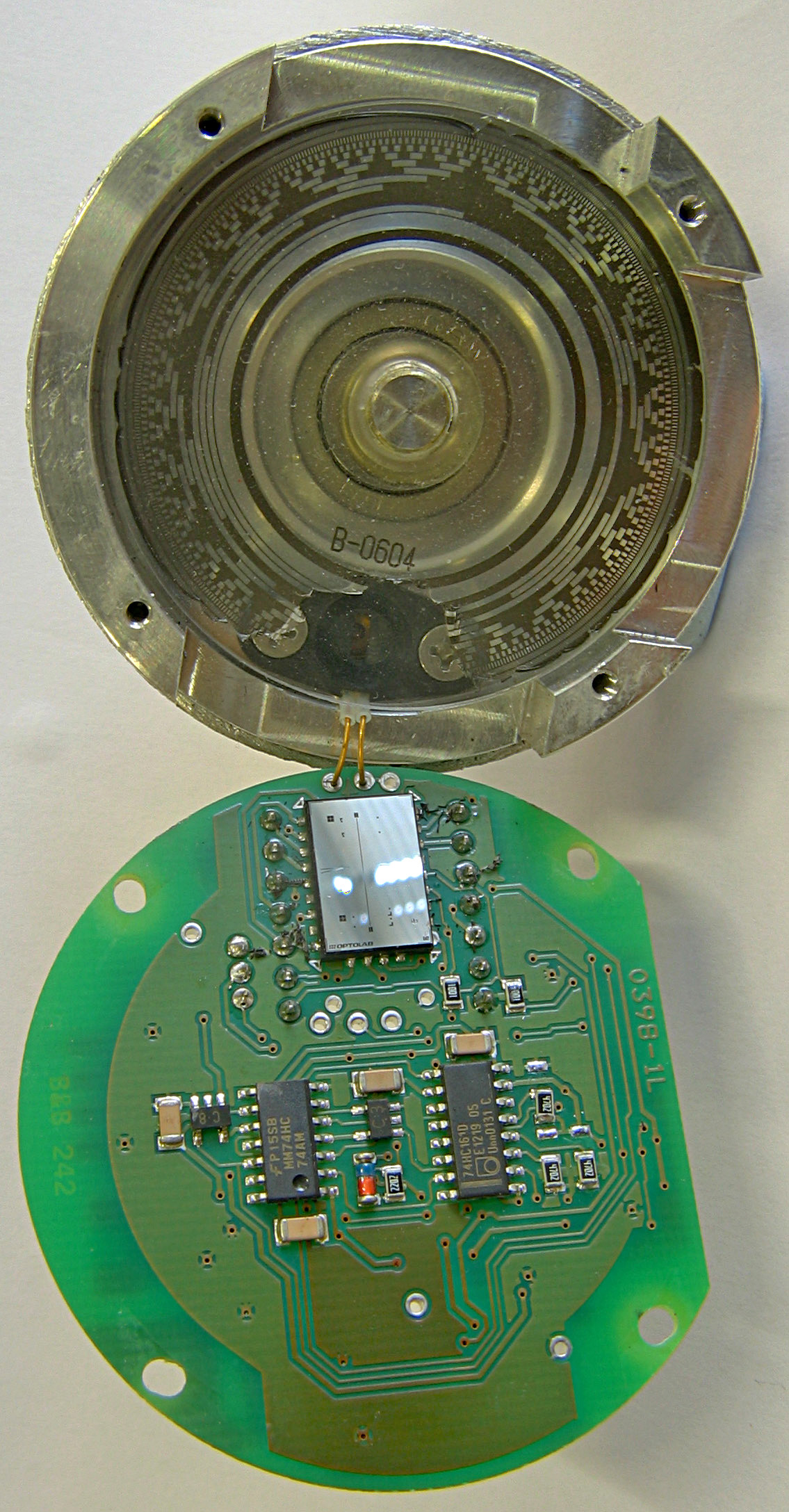
Codificador absolut de Codi Gray amb 13 pistes. A la part superior es pot veure el receptacle, el disc de l'interruptor i la font de llum,. A la part inferior es pot veure l'element de detecció i els components de suport

Un codificador rotatiu, també anomenat codificador axial o generador d'impulsos, sol ser un dispositiu electromecànic usat per convertir la posició angular d'un eix a un codi digital, el que el converteix en una classe de transductor. Aquests dispositius s'utilitzen en robòtica, en lents fotogràfiques d'última generació, en dispositius d'entrada d'ordinador (com ara el ratolí i el ratolí de bola), i en plataformes de radar rotatòries. Els tipus principals són dos:  absolut  i  incremental  (relatiu).

## Codificador rotatiu absolut

### Construcció
El tipus  absolut  produeix un codi digital únic per a cada angle diferent de l'eix.
Es talla un patró complex en un full de metall i es posa en un disc aïllador, que està fixat a l'eix. També es col·loca una fila de contactes lliscants al llarg del radi del disc. Mentre que el disc gira solidari amb l'eix, alguns dels contactes toquen el metall, mentre que altres cauen en els buits on s'ha tallat el metall. El full de metall està connectat amb una font de corrent elèctric, i cada contacte està connectat amb un sensor elèctric separat. Es dissenya el patró de metall de tal manera que cada posició possible de l'eix creï un codi binari únic en el qual alguns dels contactes estiguin connectats amb la font de corrent (és a dir encès) i altres estiguin aïllats (apagats). Aquest codi pot ser llegit per un dispositiu controlador, tal com un microprocessador, per determinar l'angle de l'eix.

### Codificació binària estàndard

Codificador rotatiu per a dispositius de mesures d'angle amb marques en el sistema binari de 3 bits. L'anell interior correspon a un contacte 1 a la taula. Sectors de negre són "ON". El zero és al costat dret, incrementant l'angle amb un gir a esquerres.

Un exemple d'un codi binari en un codificador extremadament simplificat amb solament tres contactes, es demostra a la següent taula:
| Sector | Contacte 1 | Contacte 2 | Contacte 3 | Angle       |
| 1      | OFF        | OFF        | OFF        | 0° a 45°    |
| 2      | OFF        | OFF        | ON         | 45° a 90°   |
| 3      | OFF        | ON         | OFF        | 90° a 135º  |
| 4      | OFF        | ON         | ON         | 135º a 180° |
| 5      | ON         | OFF        | OFF        | 180° a 225º |
| 6      | ON         | OFF        | ON         | 225º a 270° |
| 7      | ON         | ON         | OFF        | 270° a 315º |
| 8      | ON         | ON         | ON         | 315º a 360° |

Generalment, si hi ha  n  contactes, el nombre de posicions diferents de l'eix és 2n. En aquest exemple,  n  és 3, així que hi ha 23, és a dir, 8 posicions.
En l'exemple anterior, els contactes produeixen un compte binàri a mesura que el disc gira. Tanmateix, això té el desavantatge que si el disc per a entre dos sectors adjacents, o els contactes no s'alineen perfectament, és impossible determinar l'angle de l'eix. Per il·lustrar aquest problema, es considera que l'angle de l'eix canvia de 179.9º a 180.1º (sector 4 a sector 5). En cert instant, segons la taula anterior, el patró del contacte canviarà de "OFF-ON-ON" a "ON-OFF-OFF". No obstant això, no succeeix realment. En un dispositiu pràctic, els contactes mai s'alineen perfectament, de manera que cadascun canviarà en diferents moment. Si el contacte 1 canvia primer, seguit pel contacte 3 i després el contacte 2, per exemple, la seqüència real de codis serà:
- OFF-ON-ON (Posició de sortida)
- ON-ON-ON (Primer, s'activa el contacte 1)
- ON-ON-OFF (Després es desactiva el contacte 3)
- ON-OFF-OFF (Finalment, es desactiva el contacte 2)

La seqüència dels codis produïts, sembla que l'eix ha saltat del sector 4 al sector 8, i retorna al sector 7, i després al sector 5, que és on s'esperava trobar-lo. En molts casos, aquest comportament és indesitjable. Per exemple, si el codificador fos utilitzat en un braç robòtic el contorlador pensaria que el braç es troba en la posició incorrecta. Per corregir l'error, intentaria girar 180°, podent danyar-lo.

### Codificació amb codi de Gray

Codificador rotatiu per a dispositius de mesures d'angle amb marques en el sistema en codi Gray (BRGC)(binari de 3 bits). L'anell interior correspon al contacte 1 a la taula. Sectors foscos "ON". El zero és al costat dret, incrementant l'angle amb gir a esquerres.

Per evitar el problema anterior, s'utilitza el Codi Gray. Aquest és un sistema de codi binari en el qual dos codis adjacents només es diferencien en una posició. Per continuar amb l'exemple donat a dalt, la versió Grey seria la següent:
| Sector | Contacte 1 | Contacte 2 | Contacte 3 | Angle       |
| 1      | OFF        | OFF        | OFF        | 0° a 45°    |
| 2      | OFF        | OFF        | ON         | 45° a 90°   |
| 3      | OFF        | ON         | ON         | 90° a 135º  |
| 4      | OFF        | ON         | OFF        | 135º a 180° |
| 5      | ON         | ON         | OFF        | 180° a 225º |
| 6      | ON         | ON         | ON         | 225º a 270° |
| 7      | ON         | OFF        | ON         | 270° a 315º |
| 8      | ON         | OFF        | OFF        | 315º a 360° |

En aquest exemple, la transició del sector 4 al sector 5, com la resta de les transicions, implica solament un dels contactes que canvien el seu estat d'encès a apagat o viceversa. Això significa que la seqüència dels codis incorrectes mostrats en l'anterior exemple no pot donar-se.

## Codificador rotatiu relatiu o codificador en quadratura

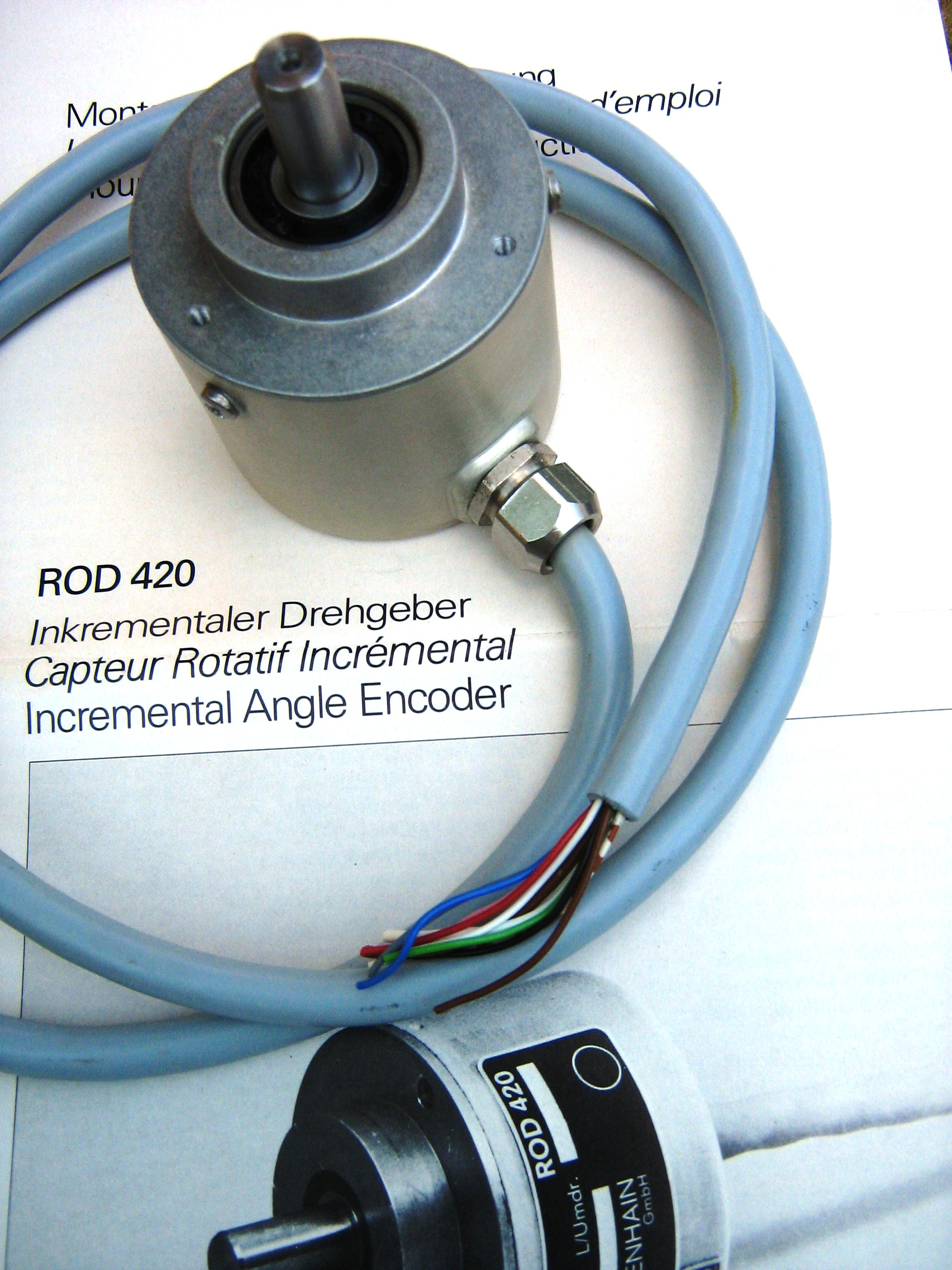
Codificador ROD 420

El codificador rotatiu  relatiu  (també anomenat codificador incremental) s'utilitza quan els mètodes de codificació absoluts no són pràctics (causa de la grandària del disc modelat). Aquest mètode també utilitza un disc unit a l'eix, però aquest disc és molt més petit i està marcat amb una gran quantitat de línies en direcció radial com els radis d'una roda. L'interruptor òptic, semblant a un fotodíode, genera un impuls elèctric cada vegada que una de les línies passa a través del seu camp visual. Un circuit de control electrònic compta els impulsos per determinar l'angle amb el qual l'eix gira.
Aquest sistema, en la seva forma més simple, no pot mesurar l'angle absolut de l'eix. Aquesta incertesa no és un problema per als dispositius d'entrada de l'ordinador com ara ratolins i ratolins de bola. Quan la posició absoluta ha de ser coneguda, s'hi sol afegir un segon sensor que detecta que l'eix passa per la seva posició zero.
El segon problema d'aquest sistema és que no pot determinar en quina direcció està girant l'eix. Per solucionar aquest problema, cal afegir-hi un altre sensors col·locat en angles diversos al voltant de l'eix. La direcció de rotació es pot deduir en ordre en la qual els dos sensors detecten cada línia radial. Aquest tipus de codificador es coneix com a codificador de quadratura.

## Ús industrial
La variant de la quadratura és la més freqüent d'ús industrial, tot i que és sofisticat i els transductors absoluts més resistents han estat al mercat per un temps. La majoria dels usos estan satisfets amb una funció autoguiada cap al blanc inicial en energia fins que aconsegueixen la col·locació absoluta desitjada. El cablejat simple està associat als codificadors de la quadratura. I com a tal, ha arribat a ser notablement més barat que la resta de les operacions de precisió. L'únic competidor seriós que ha notat és el discernidor d'imatges. Això serà a causa del discernidor d'imatges que és capaç de suportar així mateix els ambients del picada com el funcionament de líquids.
Una altra tendència que pot succeir són els transductors moderns que es dissenyen en sortir la quadratura mentre assenyala que no són realment codificadors de la quadratura en tots.
Durant la dècada del 1980 i 1990, el ratolí, amb l'interior rotatiu de dos codificadors de la quadratura era popular com a soci al fenomen d'interfície gràfica d'usuari d'aixecament. Aquest aparell anava a ser utilitzat com estació de treball però va ser considerat una acceptació molt més gran per a l'ordinador.
El codificador rotatiu va veure que una declinació ràpida en aquest paper com el ratolí òptic va arribar més lluny en l'escena l'any 2000. Com a nota lateral, aquests "optical" també produeixen la quadratura que assenyala, tot i que el mercat massiu de la PC ha utilitzat sempre el port serial del comando per recol·lectar els deltes.